# 马约里站
马约里站是托尔尼亚卡尔内斯-图库姆斯铁路线上的一个火车站，位于拉脱维亚尤尔马拉的马约里街区。